# Paul Agostino
Paul Agostino (* 9. Juni 1975 in Adelaide, South Australia) ist ein ehemaliger australischer Fußballspieler italienischer Abstammung.

## Karriere
Agostino, Sohn eines Italieners und einer Schottin, spielte die meiste Zeit seiner Karriere in Deutschland beim TSV 1860 München. Bei den Fans genoss der Stürmer u. a. wegen seiner fast zehnjährigen Vereinszugehörigkeit Kultstatus. Als Einziger aus dem Löwenkader wurde er bei Bekanntgabe der Aufstellung bzw. seiner Einwechslung von den Fans mit dem Zusatz „Fußballgott“ gefeiert.
Nach der Saison 2006/07 wechselte er zum australischen Erstligisten Adelaide United, bei dem er 2009 seine aktive Karriere beendete.
Mit der Australischen Fußballnationalmannschaft nahm Agostino an der U-17-WM 1991, U-20-WM 1993 und den Olympischen Spielen 1996 teil. Der größte Erfolg war der Gewinn der Fußball-Ozeanienmeisterschaft 2000 in Tahiti.

## Sonstiges
Im Jahr 2011 zog Agostino mit seiner Familie aus Australien nach München. Mit einer in der bayerischen Millionenmetropole geborenen Frau hat er zwei Töchter, die ebenfalls in München geboren wurden. In der Landeshauptstadt betrieb Agostino die Fußballschule „MunichSoccerCamp“. Mittlerweile lebt er wieder in Australien.